# エグレット

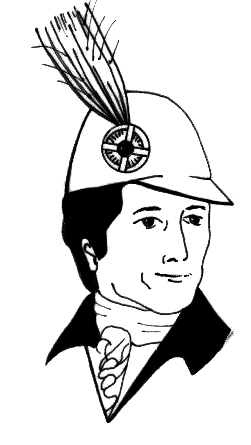
帽子に着けられたエグレット

エグレット（Aigrette）とは、ターバンや帽子、金や銀、真珠製の頭飾りに付ける羽飾りで、羽根付の宝石飾りなどもそう呼ぶ。名称は、フランス語の白鷺（Aigrette）かLesser white heronから来ている。

## 歴史
ダイヤモンドやルビーで飾られたエグレットが、オスマン帝国スルタンのターバンや馬の儀礼用鎧チャンフロンを飾った。以前はフランス軍の特定の階級が着用していた。
19世紀後半から20世紀初頭にかけて流行したが、プルームハンター(羽狩猟家)による白鷺などの大量虐殺を招いたことから、公衆の反感と政府の規制が入り衰退した。

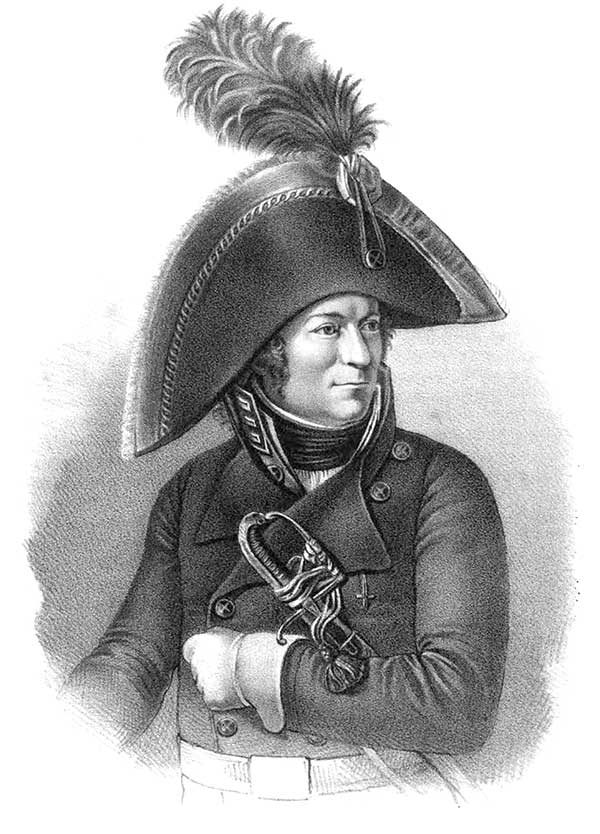
カール・ヨハン・アードレルクレイツ（英語版）
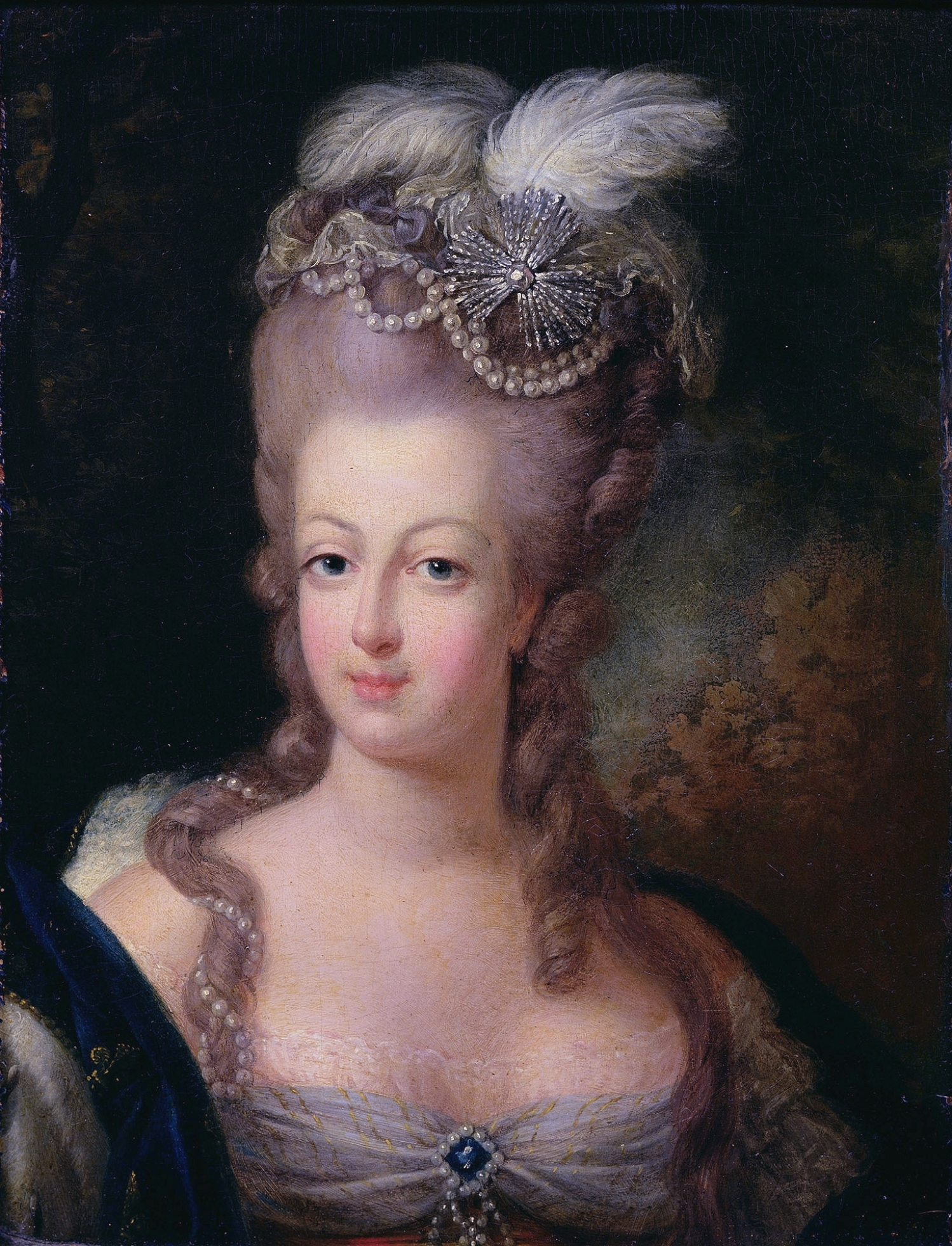
マリー・アントワネット
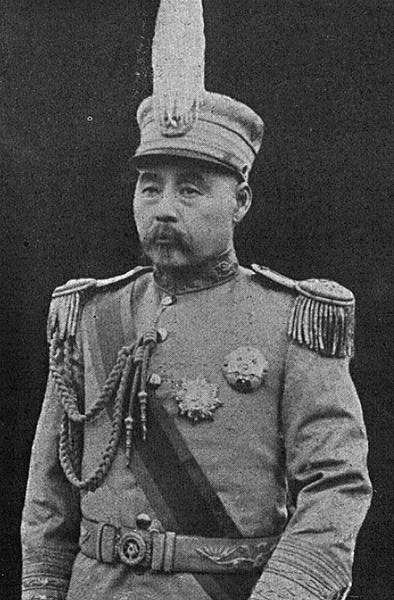
馮国璋